# Biblioteca Fernando de Loazes y Archivo Histórico de Orihuela
La biblioteca Fernando de Loazes es un centro situado en la plaza del Ramón Sijé de la ciudad de Orihuela. Es una Biblioteca Pública creada en España en el año 1863, la primera en fondos bibliográficos de la Provincia de Alicante y la segunda de la Comunidad Valenciana. Es una de las 53 bibliotecas públicas del Estado.

## Historia
Su creación vino de la mano del Patriarca de Antioquía, el cardenal Fernando de Loazes en el año 1547 en el seno de la Universidad que estaba fundando. El papa Julio III por privilegio pontificio de fecha de 1552 creó la Universidad, concediéndole su santidad Pio IV el rango de Universidad Pontificia.
El rey Felipe IV declaró por cédula de 1646 a la Universidad de Orihuela, «Universidad Regia, Real, General y Pública».
Con la desamortización y la supresión de la Universidad en 1835, el gran fondo bibliotecario y de archivos que durante siglos se había ido gestado pasó al Estado, quien por Real Orden de la Reina Isabel II de 17 de diciembre de 1863 dicho fondo bajo custodia del Cuerpo de Archiveros, Bibliotecarios y Anticuarios, creándose definitivamente la Biblioteca pública Fernando de Loazes, siendo la primera Biblioteca de titularidad estatal que se creó en España.

## Biblioteca en la actualidad
En la actualidad se encuentra situada en el Palacio de los Duques de Pinohermoso, rehabilitado por el Ministerio de Cultura, cuya sede ocupa desde el año 1993. La rehabilitación fue realizada por el arquitecto Alberto Campo Baeza.
Es la segunda Biblioteca de la Comunidad Valencia en cuanto a fondos y número de volúmenes. Dispone de:
- Sala General de Lecturas en toda la planta noble del antiguo palacio.
- Sala de Estudio.
- Sala Infantil.
- Sala de Investigación «Cosme Damián Savall».
- Sala de «Miguel Hernández».
- Videoteca.
- Ludoteca.
- Fonoteca.
- Sala de Microfichas.
- Sala Histórica.
- Sala de exposiciones. El amplio patio del edificio se destina a sala de exposiciones.
- Hemeroteca.
- Archivos.

### Sala General
La sala general de Lecturas está decorada con una importante colección de retratos de los siglos XVI-XVIII de antiguos profesores de la universidad de Orihuela y de la nobleza de Orihuela, distribuidos en sus muros.

### Sala Histórica
En ella se exponen parte de los fondos históricos del edificio, así como parte del mobiliario barroco de la Antigua Universidad. Se encuentra decorada con lienzos y retratos desde el siglo XVI hasta el siglo XVIII, además posee escudos de la ciudad de Orihuela tallados en madera, dorados y policromados. En la actualidad es utilizada para sala de conferencias.

## Archivo de la Biblioteca del Estado
Mención aparte merece su amplio archivo. En la actualidad el amplio archivo histórico de Orihuela, proveniente en su mayor parte de la Pontificia y Real Universidad de Orihuela tiene la consideración de Bien de Interés Cultural, junto con el archivo del Reino de Valencia de conformidad con la ley valenciana de Archivos, por ser el segundo archivo más importante para la cultura valenciana.
Consta de un gran conjunto de documentos tanto públicos como privados desde el siglo XIV hasta el siglo XX, incluyendo una importante colección de Protocolos notariales de los siglos XV al XIX. En él se albergan dos de los pocos incunables que se conservan en la Región Valenciana, hallándose un importante número en la catedral de Orihuela y en el Seminario Diocesano de Orihuela.
A su vez posee parte de los documentos de la Gobernación de Orihuela, estando el resto en el archivo de la Corona de Aragón en Barcelona. Asimismo, dispone de conjuntos archivísticos procedentes de donaciones particulares que albergan documentos que reflejan un amplio periodo histórico.
Gran parte de este archivo se encuentra digitalizado, incluyendo documentos de importante valor histórico que se encuentran en archivos particulares. Algunos de sus documentos han sido restaurados recientemente.
Asimismo, por convenio firmado con el Ayuntamiento, en sus instalaciones se albergan de modo provisional gran parte del archivo Municipal de Orihuela que recorre los siglos XIII hasta el año 1950. Se tiene previsto su traslado al nuevo archivo municipal en el edificio del Hospital San Juan de Dios.